# Altinbugha-al-Maridani-Moschee

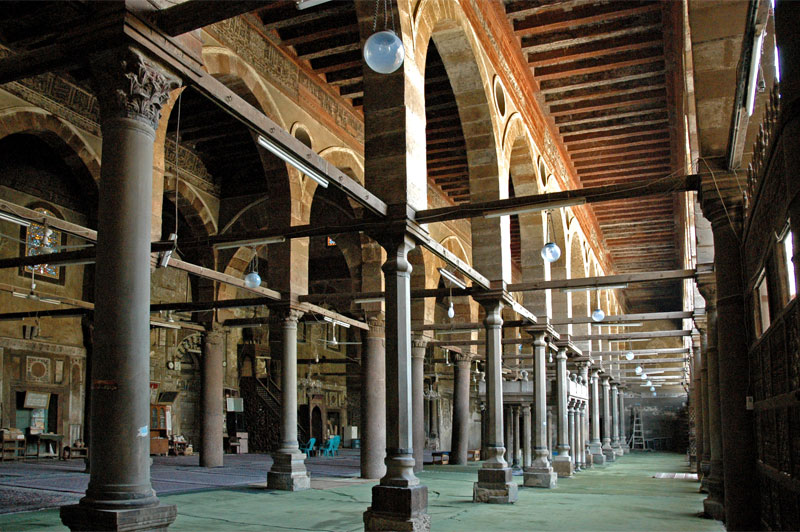
Innenbereich der al-Maridani-Moschee

Die Altinbugha-al-Maridani-Moschee steht im historischen Kairo und wurde 1339 bis 1340 von dem Emir Altinbugha al-Maridani errichtet. Der Bau entstand als der Emir schwer krank war, was ihn auch zu weiteren großzügigen Schenkungen veranlasste.
Die Erbauungsdaten sind von Inschriften an der Moschee bekannt. Die Moschee hat einen einfachen fast quadratischen Plan, der nach dem Riwaq-Schema gestaltet ist. In der Mitte gibt es einen offenen Hof um den Säulenhallen angeordnet sind. An der Rückseite mit dem Mihrab gibt es drei Säulenreihen, die anderen Seiten haben jeweils zwei Reihen, wobei antike Säulen Verwendung fanden. Der Haupteingang liegt im Norden und ist monumental wie ein Iwan gestaltet. Das Mihrab mit einer Kuppel liegt nicht wie zu erwarten gegenüber, sondern im Osten. Neben dem Haupteingang steht auch das Minarett. Es ist das frühste, das vollkommen achteckig ist. Gegenüber dem Mihrab gab es im Westen einen weiteren monumentalen Eingang.
Eine Besonderheit dieser Moschee ist eine hölzerne Wand, die das Allerheiligste von dem Hof trennt. Diese Wand ist reich mit Schnitzereien dekoriert. Das Allerheiligste brauchte dadurch jedoch Fenster als Lichtquelle. Der ganze Bau war einst reich dekoriert, noch heute sind Reste von vergoldeten Stuckaturen zu sehen, doch ist die Moschee heute in einem nicht guten Erhaltungszustand.